# Craig Benzine
Craig Bene Benzine, mera känd som WheezyWaiter, född 5 oktober 1980 i Marshall, Wisconsin, är en amerikansk youtubare, musiker och videoproducent. Benzine började vlogga på youtube 2007 och hade i december 2018 841 411 prenumeranter och sammanlagt 138 447 183 på sin youtubekanal. Benzine är sångare i bandet Driftless Pony Club.